# سوونبورگ (کانزاس)
سوونبورگ (به انگلیسی: Savonburg) شهری در ایالت کانزاس کشور ایالات متحده آمریکا است که جمعیت آن در سرشماری سال ۲۰۱۰ میلادی، ۱۰۹ نفر بوده‌است.